# Lechovice
Obec Lechovice (německy Lechwitz) se nachází v okrese Znojmo v Jihomoravském kraji na řece Jevišovka. Žije zde 570 obyvatel. Jedná se o vinařskou obec ve Znojemské vinařské podoblasti (viniční trať U zámku). Sousedními obcemi sídla jsou Hodonice, Práče, Borotice, Oleksovice a Stošíkovice na Louce.

## Historie
První písemná zmínka o obci pochází z roku 1287. V roce 1654 přešla obec do rukou císaře, v roce 1660 se stává majitelem obce loucký klášter. Jeho majetkem byly Lechovice až do zrušení kláštera v roce 1784.
Administrátorem místní římskokatolické farnosti byl k roku 2011 P. Marek Vácha.

## Doprava
Vesnici prochází silnice I/53 a silnice II/414. Obsluhují jí autobusové spoje linky 108, 822, 835 a 836 ty jsou zaintegrovány v IDS JMK.

## Pamětihodnosti
- Zvonička na návsi

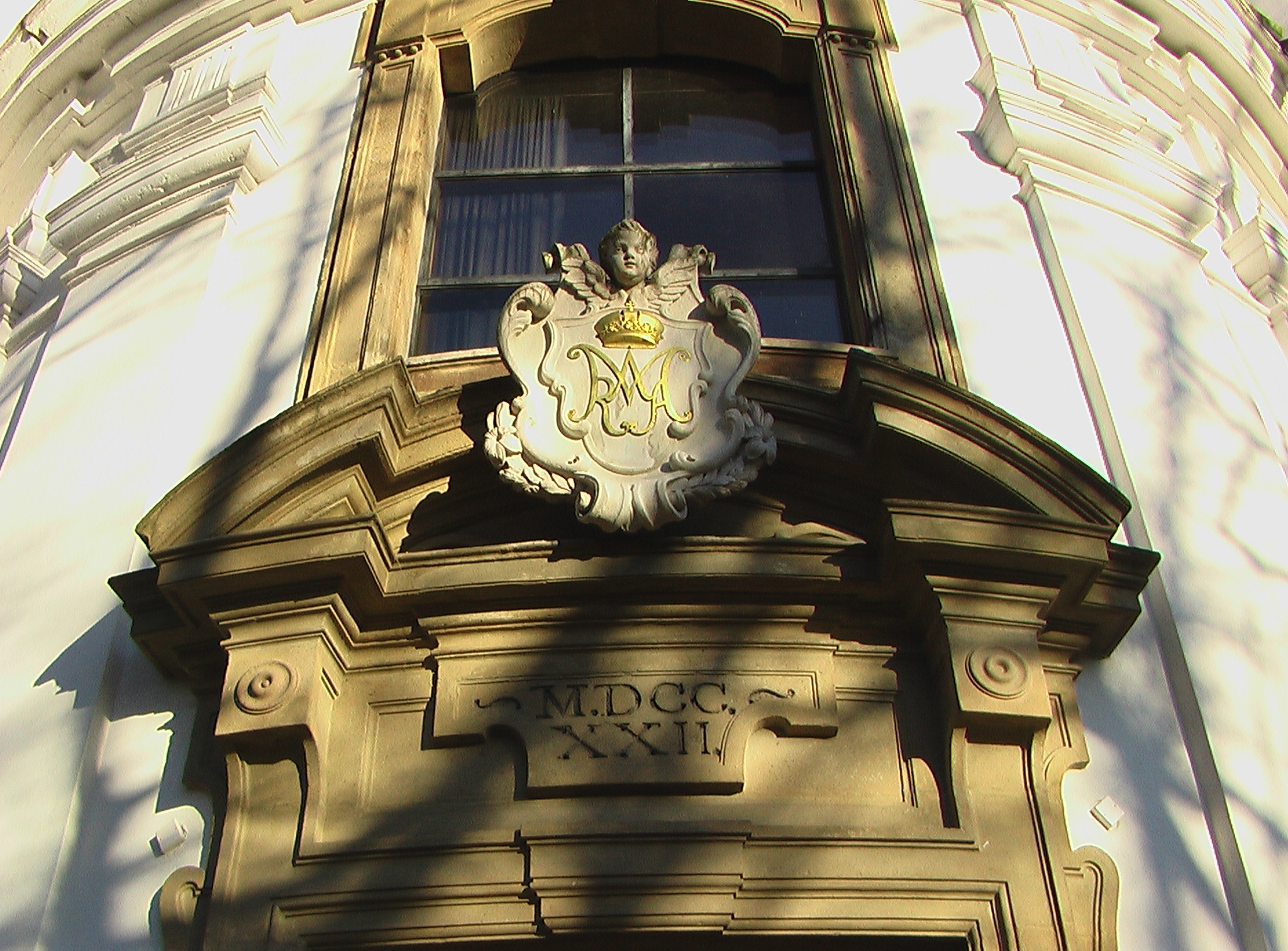
Lechovický poutní chrám Navštívení Panny Marie – západní portál

- Poutní kostel Navštívení Panny Marie
- Pohřební kaple Kübecků
- Sousoší Nejsvětější Trojice na návsi
- Pomník padlých první světové války
- Barokní zámek Lechovice
- Tisíciletý dub